# Sümegi József

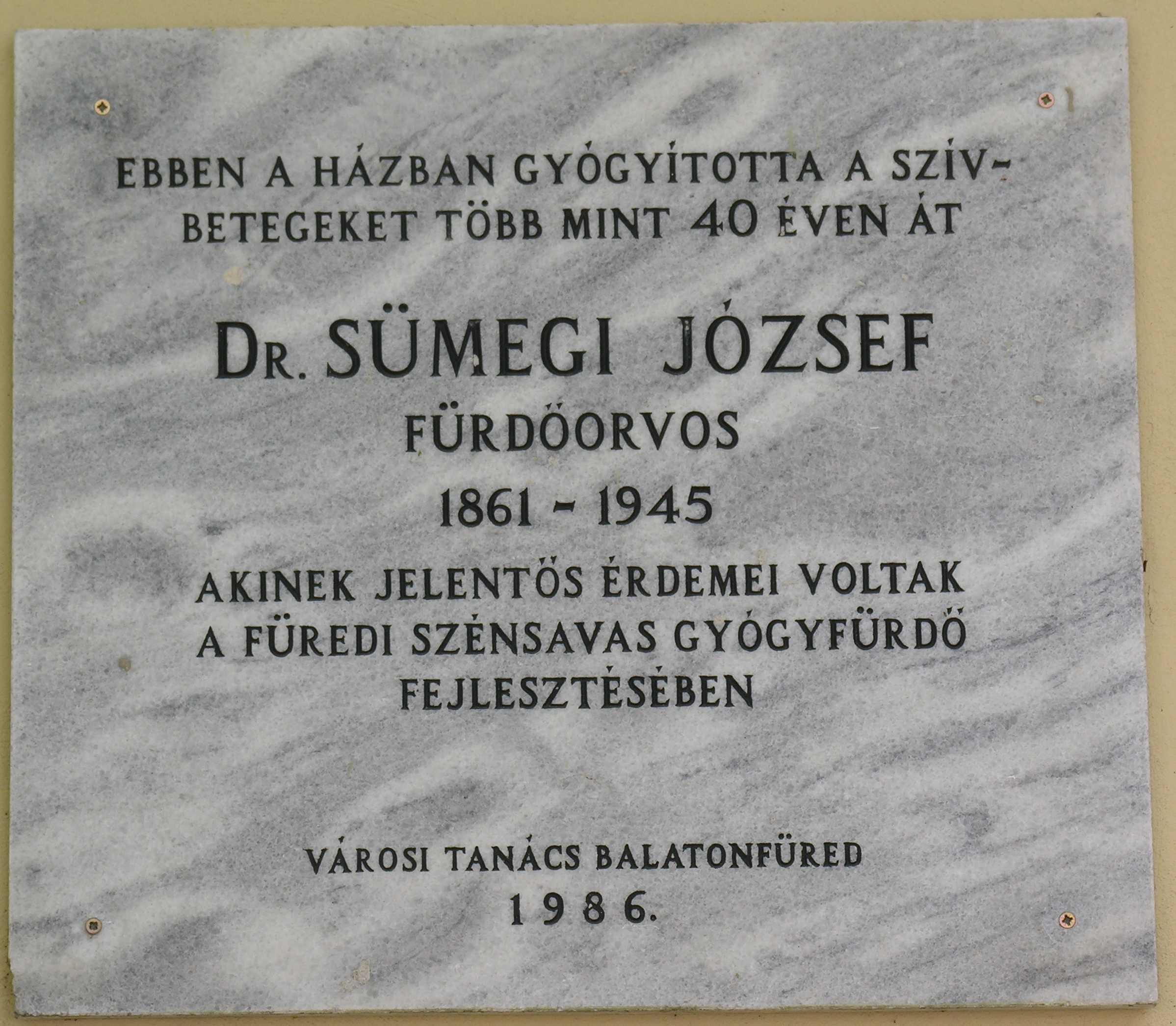
Emléktáblája Balatonfüreden, egykori rendelőjének falán

Sümegi József, születési és 1886-ig használt nevén Singer József (Szilasbalhás, 1862. augusztus 6. – Budapest, 1945. szeptember 28.) fürdőorvos, balneológus, egészségügyi tanácsos.

## Élete
Sümegi Jakab (1833–1905) orvos és Stern Sarolta (1835–1911) fiaként született zsidó családban. Anyai nagyapja, Stern József is az orvosi hivatást gyakorolta. Apai nagyapja tanító volt. A tanácsköztársaság kikiáltását követően kitért a katolikus vallásra családjával.
Középiskolai tanulmányait a Bajai Királyi Katolikus Főgimnáziumban végezte (1871–1879), majd a Budapesti Tudományegyetem Orvostudományi Karának hallgatója lett. Pályáját katonaorvosként kezdte. 1890-ben tartalékos állományba helyezték. Ebben az évben kezdte meg az V. kerületi Bálvány utca 11. szám alatt a „testegyenészeti, gyógygymnastikai és massage” rendelését. 1906-ban saját kérésére végleg elbocsájtották a hadseregtől. 
A hűvösebb hónapokat Budapesten töltötte, májustól szeptemberig Balatonfüreden rendelt. 1903 és 1908 között a Fittler-villában (ma: Kedves Cukrászda), 1908-tól 1941-ig a Blaha Lujza utca 5. szám alatti házban – melynek falán emléktáblája található –, 1941-től 1943-ig pedig a Stefánia szálló első emeletén volt a rendelője. Állandó betegei közé tartozott Kiss József költő és Blaha Lujza színésznő.
1929-ben kinevezték Zala vármegye tiszteletbeli főorvosává. A következő évben a közegészségügyi szolgálat terén kifejtett eredményes működése elismeréséül megkapta az egészségügyi tanácsosi címet.
Tevékenységének köszönhetően lett közismert a balatonfüredi gyógyforrás. Számos értekezést írt a szívbántalmak fizikai terápiájával kapcsolatban. Tagja volt a Balatoni Szövetség és a Balneológiai Egyesület igazgatótanácsának. 

### Családja
Házastársa Adler Ernesztina (1870–1959) volt, Adler Károly gyárigazgató és Blau Regina lánya, akivel 1892. március 27-én Budapesten kötött házasságot.
Gyermekei:
- Sümegi István (1894–?) belgyógyász, egyetemi tanár. Felesége Székely Margit.
- Sümegi János (1897–1977)[10] ügyvéd.
- Sümegi Mária (1900–1953) tisztviselő, férjezett Frivaldszky Andorné.

## Művei
- Az izületi neurosisról, annak egy új alakja és erőművi kezeléséről. (Gyógyászat, 1891, 1.)
- Az idült szívbántalmak és az ütőérelmeszesedés physikális gyógymódja. (Budapesti Orvosi Újság, 1906, 15.)
- Az idült szívbántalmak kezelése különös tekintettel a légfürdőkre. (Budapesti Orvosi Újság, 1907, 18.)
- A szívbetegek és érelmeszesedésben szenvedők étrendje. (Jó Egészség, 1918, 1–2.)
- A háborús szívről és annak gyógykezelése fürdőhelyeken. (Budapesti Orvosi Újság, 1918, 16–17.)
- A véredényrendszer syphilis által okozottbetegségei. (Gyógyászat, 1922, 15–16.)
- Újabb elméletek a balneológia és klimatológia hatásáról. (Gyógyászat, 1923, 35–36.)
- A magyar fürdők és ásványvizek forgalma. (Orvosi Hetilap, 1926, 23.)
- Fürdő, fürdőorvos és a fürdőorvosképzés. (Gyógyászat, 1926, 29.)
- Az ideges eredetű szívbántalmak. (Gyógyászat, 1936, 20–23.)